# 十和田八幡平国立公園

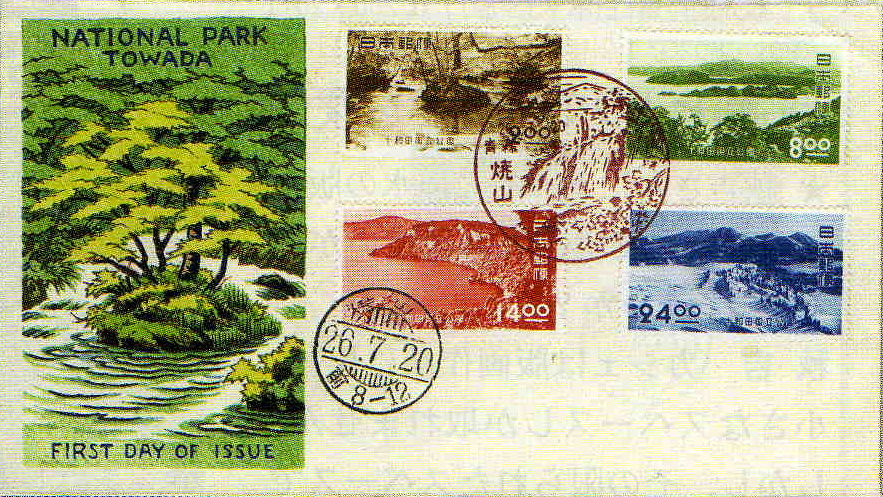
十和田国立公園切手の初日カバー

十和田八幡平国立公園（とわだはちまんたいこくりつこうえん）は、北東北に位置する国立公園。青森県・岩手県・秋田県にまたがり、十和田湖周辺と八幡平周辺の火山群を包括する。1936年（昭和11年）2月1日に十和田地区だけが十和田国立公園として、吉野熊野国立公園、富士箱根国立公園（現・富士箱根伊豆国立公園）、大山国立公園（現・大山隠岐国立公園）とともに指定されたのが始まり。1956年（昭和31年）7月10日に八幡平地域が追加されたことにより、現在の十和田八幡平国立公園に改称された。

## 概要
一帯が那須火山帯に含まれており、多種多様の火山が見られるため、「火山の博物館」の異名をもつ。また、玉川温泉、蔦温泉、酸ヶ湯温泉、八甲田温泉など温泉地が多い。また新緑、紅葉の名所としても知られ、訪れる観光客は多い。歴史的経緯もあり、十和田・八甲田地域と八幡平地域とに大別される。当園は2015年（平成27年）2月2日発売の500円普通切手に描かれている。

## 主な景勝地
十和田八甲田地域
- 十和田湖

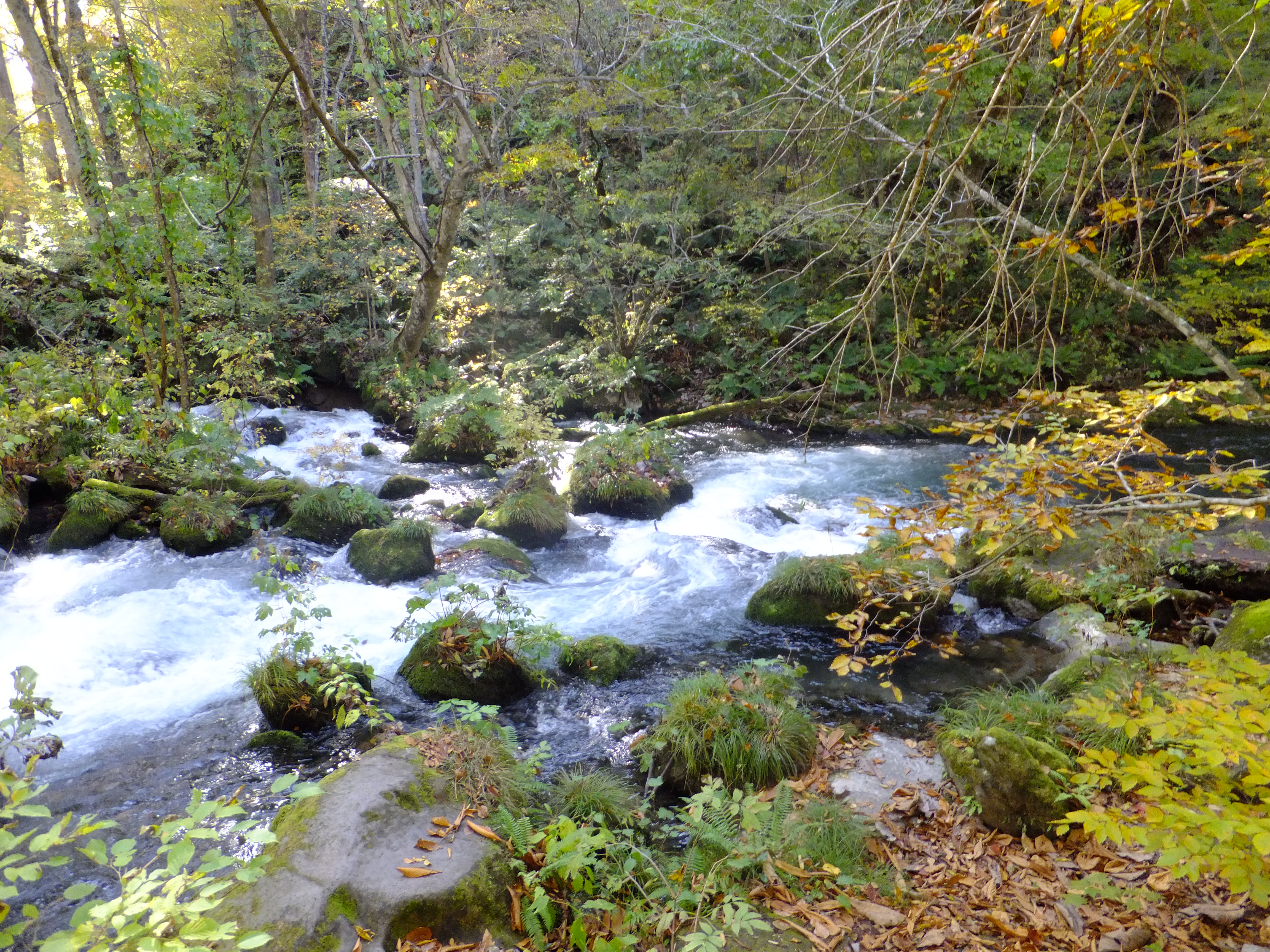
奥入瀬渓流
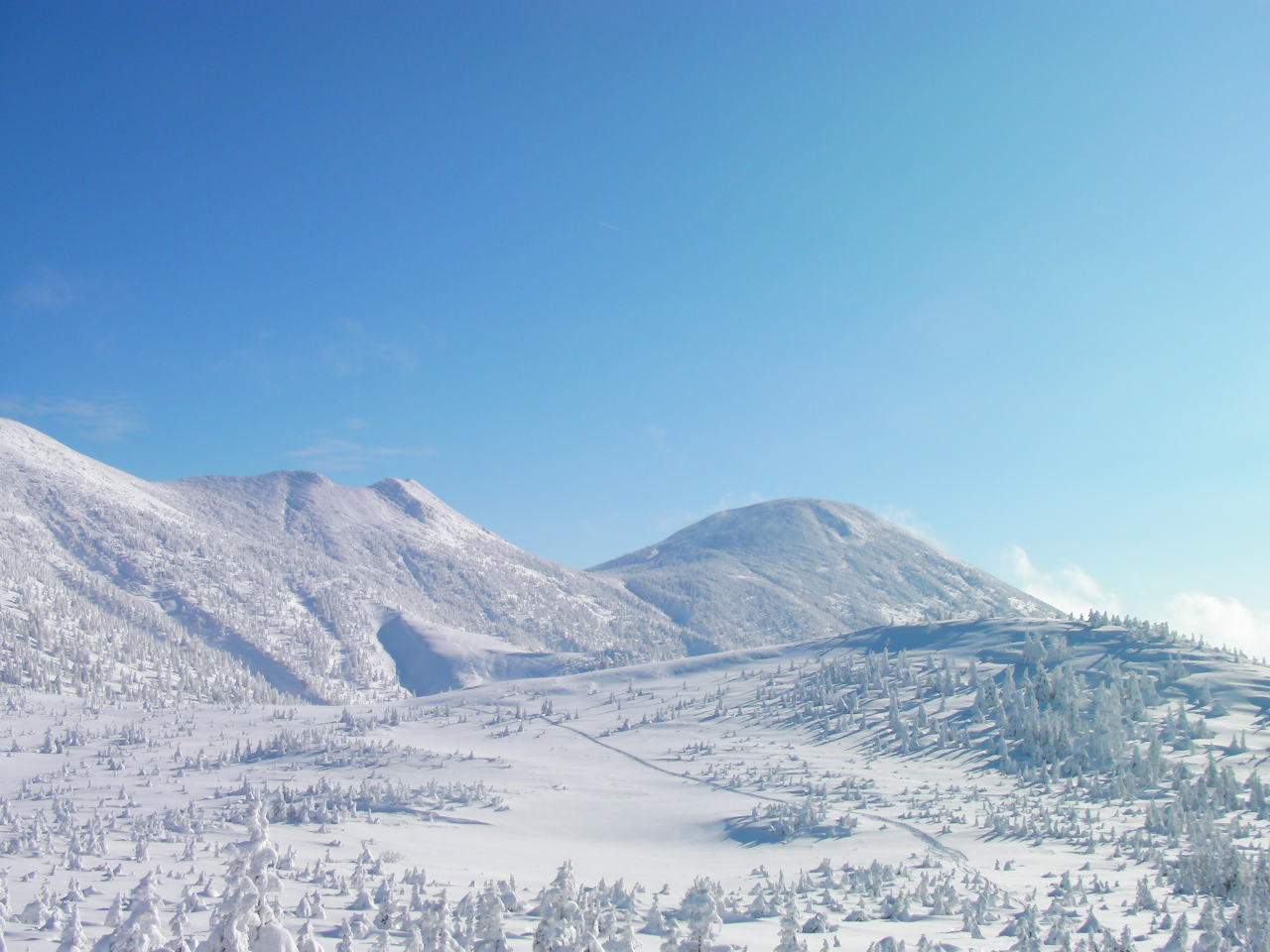
八甲田山
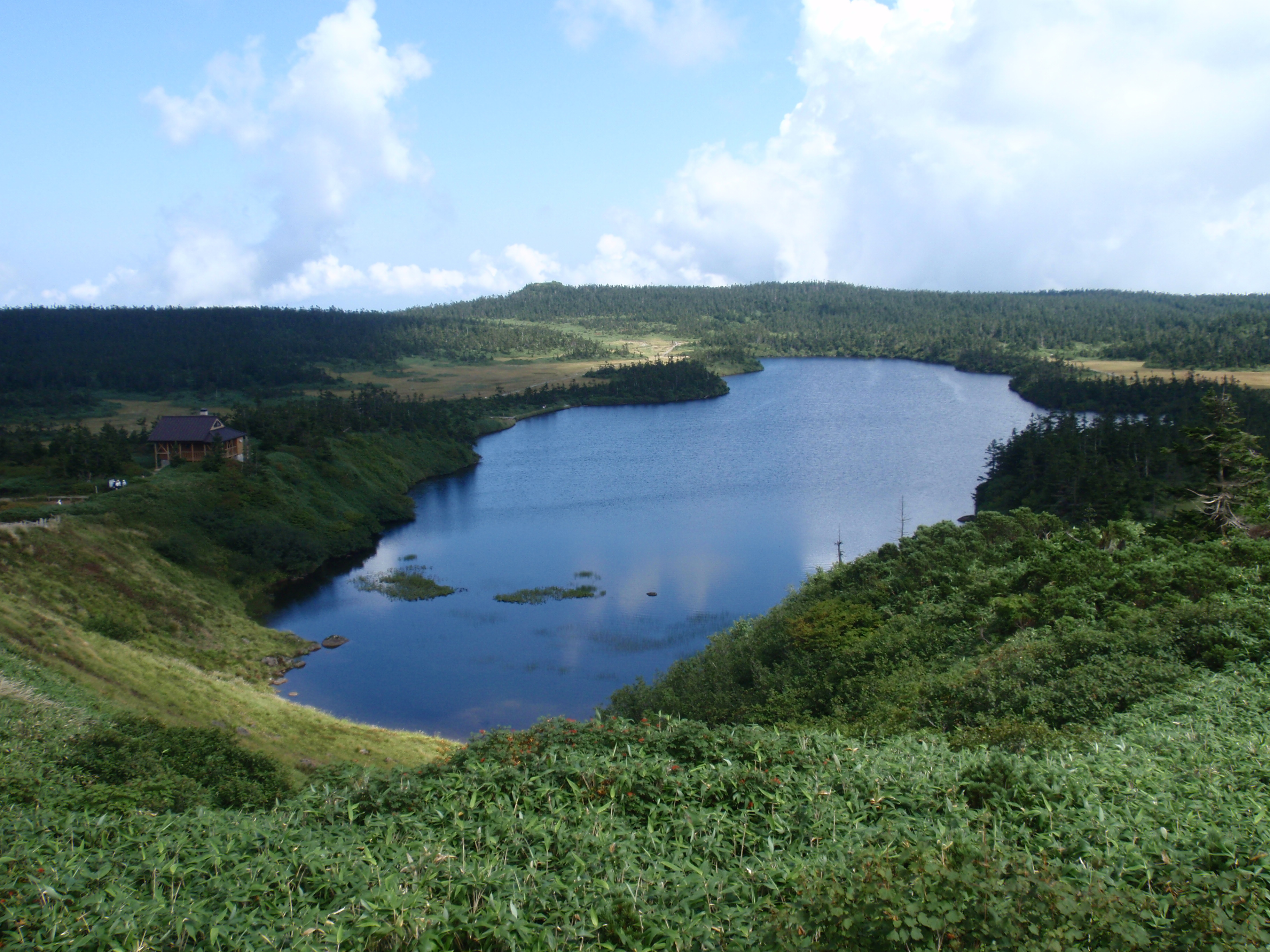
田代平湿原

八幡平地域
- 八幡平
- 玉川温泉
- 秋田駒ヶ岳
- 岩手山

- 秋の奥入瀬渓流
- 冬の八甲田山
- 八幡沼

## 自然

### 地形
噴気孔やそれによってできた噴泥など、無数の火山地形が見られる。中でも玉川温泉の北投石や岩手山の焼走り熔岩流などは国の特別天然記念物に指定されている。十和田湖は二重のカルデラ湖で、奥入瀬渓流は十和田湖から唯一流れ出る河川となっており、熔岩性の凝灰岩の侵食が顕著。八甲田山系は南北2群の火山群からなる雄大な山脈である。かつては八幡平をアスピーテ（楯状火山）、八甲田山や駒ヶ岳をコニーデ（成層火山）、焼山をトロイデ（鐘状火山）などと呼んでいたが、現在の地理学・地質学では用いられない。
- 八甲田カルデラ（南八甲田）、八甲田山（北八甲田）、十和田湖、八幡平、秋田焼山、岩手山、秋田駒ヶ岳、乳頭山

### 植生
いずれの地域も落葉広葉樹の宝庫で、ブナ、カツラ、カエデ、トチノキ、ダケカンバなどの植生が見られる。また、標高の高い場所にはハイマツを中心とした高山植物群落が確認される。田代平などの湿原地帯には湿性植物が見られ、火山ガスの蓄積した一帯にはイソツツジなど、火山地帯ならではの硫気孔原植生が見られる。

### 動物
八幡平地域ではツキノワグマ、カモシカ、タヌキなど哺乳動物の棲息が盛ん。また、大小多数の鳥類が見られる。

## ビジターセンター
利用者数は2008年（平成20年）。
| センター名                       | 設置者                     | 所在地                                 | 利用者数（人） |
| -------------------------------- | -------------------------- | -------------------------------------- | -------------- |
| 十和田ビジターセンター           | 環境省                     | 青森県十和田市奥瀬十和田湖畔休屋486    | 39,636         |
| 蔦温泉ビジターセンター           | 環境省                     | 青森県十和田市奥瀬字蔦野湯             | 20,854         |
| 酸ヶ湯インフォメーションセンター | 環境省                     | 青森県青森市荒川南荒川山国有林酸湯沢50 | 14,430         |
| 石ヶ戸休憩所                     | 十和田湖ふるさと活性化公社 | 青森県十和田市奥瀬字惣辺山1            | 315,462        |
| 網張ビジターセンター             | 環境省                     | 岩手県岩手郡雫石町長山小松倉1-2        | 21,117         |
| 松尾八幡平ビジターセンター       | 岩手県                     | 岩手県八幡平市柏台一丁目28番地         | 51,168         |
| 八幡平ビジターセンター           | 環境省                     | 秋田県鹿角市八幡平字大沼2              | 58,637         |
| 玉川温泉ビジターセンター         | 秋田県                     | 秋田県仙北市田沢湖玉川渋黒沢           | 17,730         |